# Каспийская лошадь
Каспийская лошадь — одна из самых древних пород одомашненных лошадей (Equus caballus) в мире, самые древние свидетельства её существования на территории Северного Ирана во времена Персидской империи датируются 3400 годом до нашей эры. Отличительной особенностью каспийских лошадей является малый рост (высота в холке не превышает метра с небольшим) при том, что пропорции тела повторяют пропорции больших лошадей, в отличие от пони. Эти лошади использовались в Персидской империи как курьерами для верховой езды, так и запряженными в повозки, а также для охоты. До наших дней дошли их античные изображения лошадей: они выгравированы на барельефах в Персеполисе, столице персидского царя Дария I Великого, и изображены в золотой модели колесницы, найденной в составе Амударьинского клада.
Порода долгое время считалась вымершей, пока в 1965 году Луиза Фируз ( (англ.)Louise Firouz) не обнаружила на севере Ирана (отсюда и современное название) несколько особей, изучение анатомии которых показало, что они являются потомками древних персидских лошадей.